# Shimano-Memory Corp/2005
Deze pagina geeft een overzicht van de wielerploeg Skil-Shimano in 2005.

## Algemeen
Sponsors: Shimano (fietsonderdelen), Memory Corp
Ploegleiders: Akira Bandou, Piet Hoekstra
Fietsen: Colnago

## Renners
| Naam               | Geboortedatum | Nationaliteit | Ploeg 2004        |
| ------------------ | ------------- | ------------- | ----------------- |
| Yoshiyuki Abe      | 15-08-1969    | Japan         | Shimano           |
| Marco Bos          | 05-07-1979    | Nederland     | Bankgiroloterij   |
| Laurens ten Dam    | 13-11-1980    | Nederland     | Bankgiroloterij   |
| Yukihiro Doi       | 18-09-1983    | Japan         | Shimano           |
| Yoshimasa Hirose   | 21-10-1977    | Japan         | Shimano           |
| Tomoya Kano        | 14-07-1973    | Japan         | Shimano           |
| Rudie Kemna        | 05-10-1967    | Nederland     | Bankgiroloterij   |
| Alain van Katwijk  | 28-02-1979    | Nederland     | Bankgiroloterij   |
| Hidenori Nodera    | 07-06-1975    | Japan         | Shimano           |
| Kaoru Ouchi        | 30-01-1978    | Japan         | Shimano           |
| Rik Reinerink      | 21-05-1973    | Nederland     | Chocolade Jacques |
| Stefan Schumacher  | 21-07-1981    | Duitsland     | Team Lamonta      |
| Masahiro Shinagawa | 15-02-1982    | Japan         | Shimano           |
| Julien Smink       | 15-02-1977    | Nederland     | Bankgiroloterij   |
| Takamitu Tsuji     | 06-07-1981    | Japan         | Shimano           |
| Eelke van der Wal  | 15-01-1981    | Nederland     | Bankgiroloterij   |
| Masamichi Yamamoto | 04-08-1978    | Japan         | Shimano           |

## Belangrijke overwinningen
Ronde van Siam
1e etappe: Kaoru Ouchi
Ronde van Nedersaksen
Eindklassement: Stefan Schumacher
Ronde van Rijnland-Palts
1e etappe: Stefan Schumacher
2e etappe: Stefan Schumacher
3e etappe: Stefan Schumacher
4e etappe B (tijdrit): Stefan Schumacher
Eindklassement: Stefan Schumacher
Ster Elektrotoer
winnaar: Stefan Schumacher
Nationale kampioenschappen wielrennen
Japan: wegwedstrijd: Hidenori Nodera
Mannen: 1999 · 2000 · 2001 · 2002 · 2003 · 2004 · 2005 · 2006 · 2007 · 2008 · 2009 · 2010 · 2011 · 2012 · 2013 · 2014 · 2015 · 2016 · 2017 · 2018 · 2019 · 2020 · 2021 · 2022 · 2023 · 2024 · 2025
Vrouwen: 2011 · 2012 · 2013 · 2014 · 2015 · 2016 · 2017 · 2018 · 2019 · 2020 · 2021 · 2022 · 2023 · 2024 · 2025